# Cantone di Bologne
Il Cantone di Bologne è una divisione amministrativa dell'Arrondissement di Chaumont e dell'Arrondissement di Saint-Dizier.
È stato costituito a seguito della riforma approvata con decreto del 17 febbraio 2014, che ha avuto attuazione dopo le elezioni dipartimentali del 2015.

## Composizione
Comprende 38 comuni:
- Andelot-Blancheville
- Annéville-la-Prairie
- Bologne
- Bourdons-sur-Rognon
- Briaucourt
- Cerisières
- Chantraines
- Cirey-lès-Mareilles
- Consigny
- Daillancourt
- Darmannes
- Domremy-Landéville
- Doulaincourt-Saucourt
- Ecot-la-Combe
- Froncles
- La Genevroye
- Guindrecourt-sur-Blaise
- Lamancine
- Marbéville
- Mareilles
- Meures
- Mirbel
- Montot-sur-Rognon
- Ormoy-lès-Sexfontaines
- Oudincourt
- Reynel
- Rimaucourt
- Rochefort-sur-la-Côte
- Roches-Bettaincourt
- Rouécourt
- Sexfontaines
- Signéville
- Soncourt-sur-Marne
- Viéville
- Vignes-la-Côte
- Vignory
- Vouécourt
- Vraincourt